# Nepenthes macrovulgaris
Nepenthes macrovulgaris este o specie de plante carnivore din genul Nepenthes, familia Nepenthaceae, ordinul Caryophyllales, descrisă de J.R. Turnbull și A.T. Middleton. Conform Catalogue of Life specia Nepenthes macrovulgaris nu are subspecii cunoscute.

## Galerie de imagini

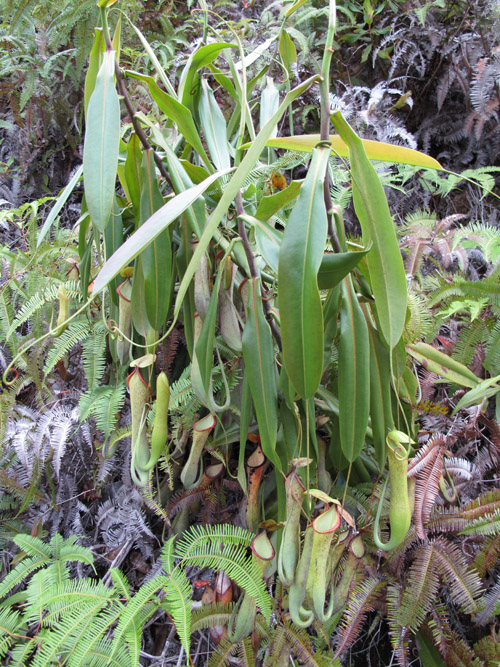
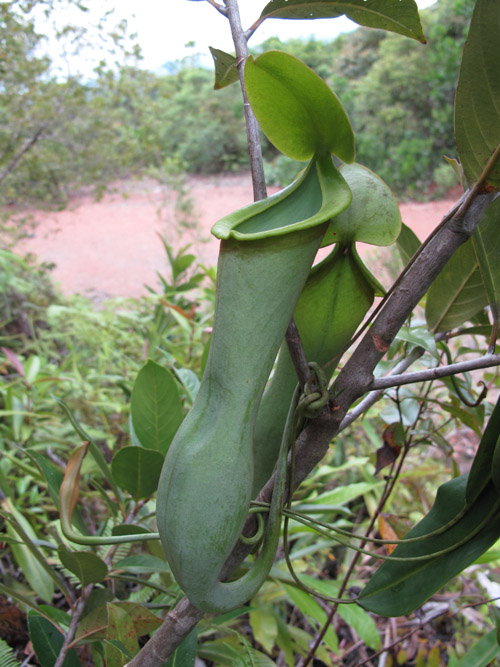
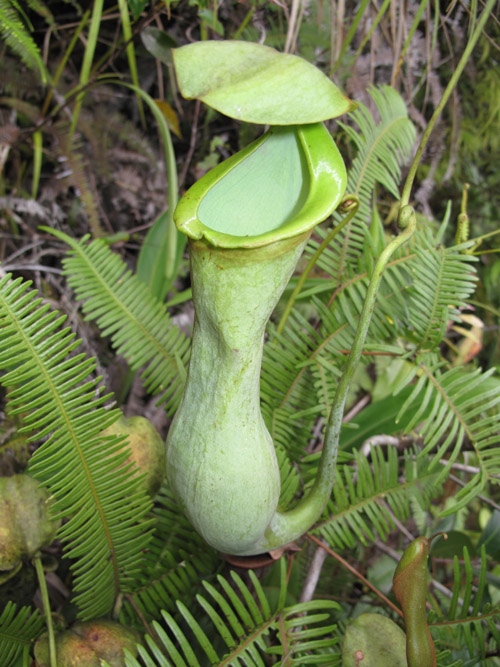
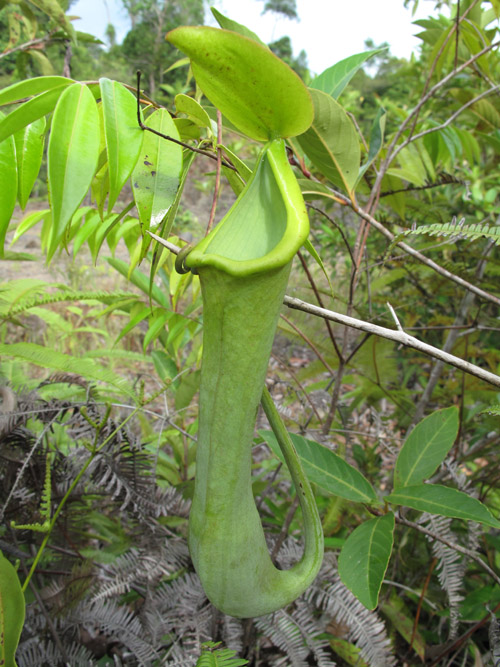
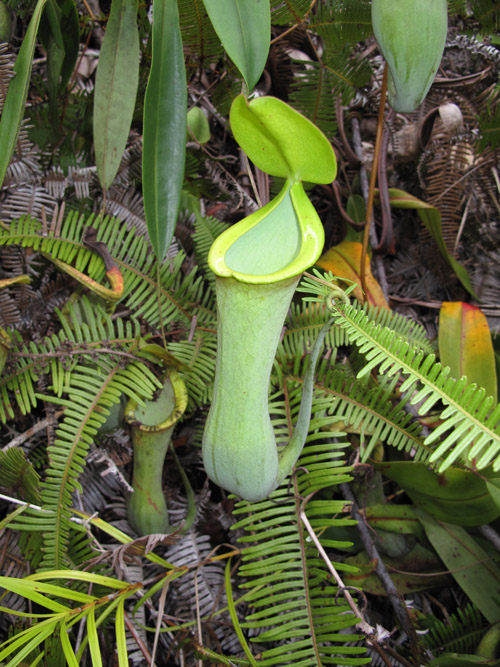
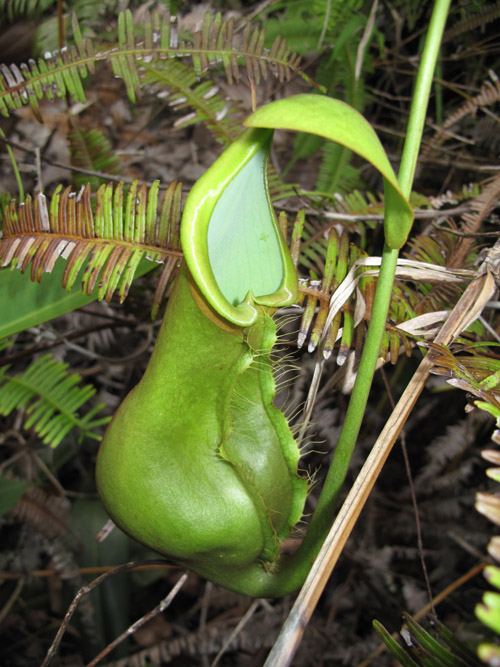